# Gripau

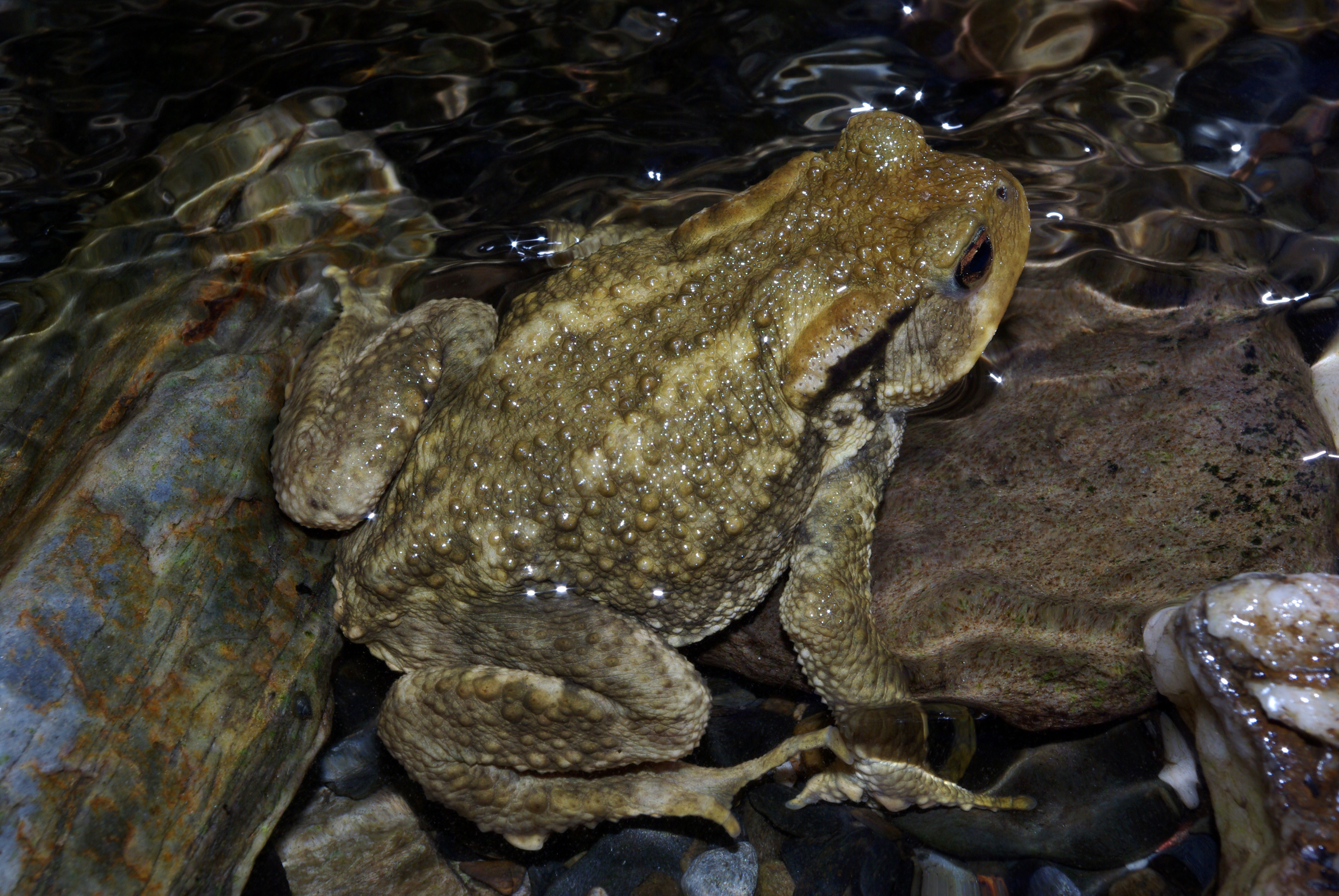
Gripau comú, freqüent als Països Catalans

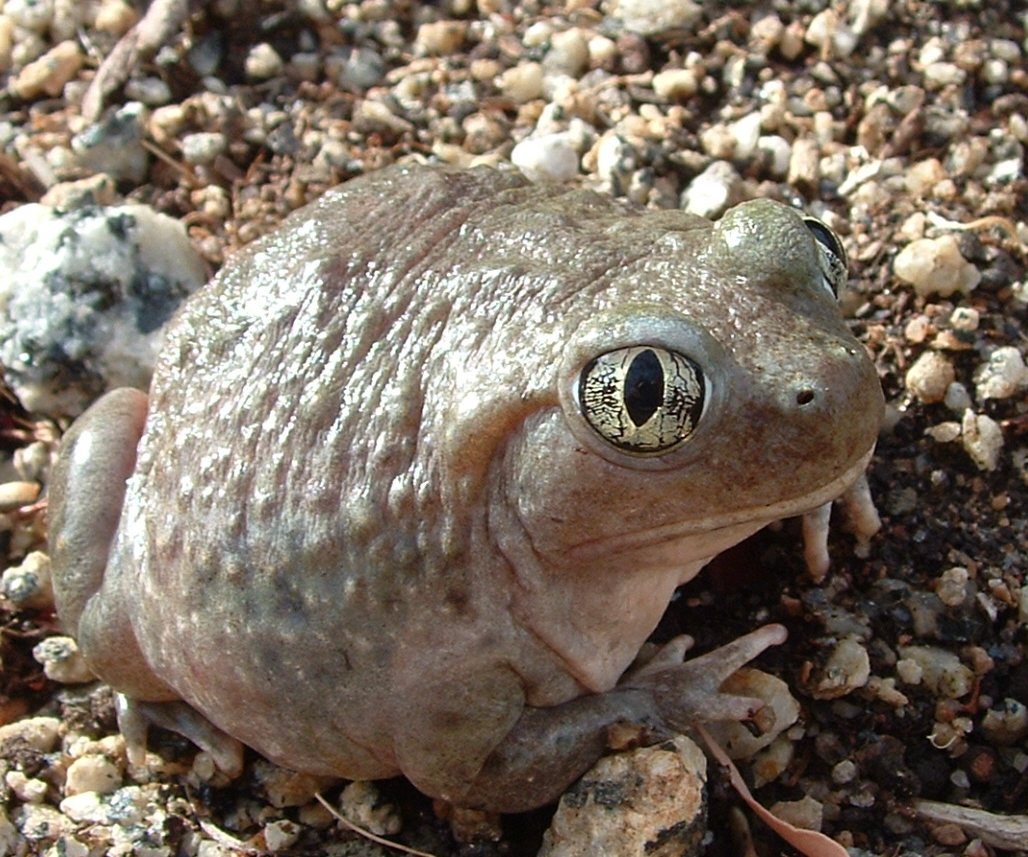
Un gripau

Un gripau, calàpet, renoc o sàput, és un anur de cos arrodonit i inflat, i pell amb berrugues, que habita en llocs humits i sota les pedres.
El gripau comú (Bufo bufo) té uns 5 a 8 centímetres de longitud en els mascles, i de 8 a 10 centímetres en les femelles. Té la pell verrucosa, les glàndules paròtides molt grosses i la boca ampla i sense dents. Habita sota les pedres, surt de nit per nodrir-se d'insectes i cucs, i emet un crit característic. Fa la posta dins l'aigua. És inofensiu i beneficiós. Habita tot Europa, a l'oest d'Àsia, i és comú als Països Catalans.
Altres gripaus són semblants al gripau comú: per exemple el gripau corredor (Bufo calamita), més petit, amb una ratlla groga a l'esquena i comú als Països Catalans; el gripau verd (Bufo viridis), de color verd, sense berrugues i que viu a les Illes Balears; i el gripau gegant (Bufo rinus), que és el més gros i habita per tot Amèrica. Altres gripaus són el gripau banyut, el gripau llevadora, el gripau raucador, el gripau corredor i el gripau d'esperons.

## Granotes i gripaus
La pell del gripau, especialment a l'esquena, pot tenir substàncies de defensa per a l'animal, mentre que les granotes solen tenir la pell llisa. Els gripaus són més grossos, amb unes extremitats més menudes proporcionalment al cos que les granotes. Els costums dels gripaus són menys aquàtics i lents que els de les granotes, que viuen en aigües estancades o quietes. Les granotes tenen dents, al contrari que els gripaus, i algunes poden tenir ullals. En la cultura popular dels Països Catalans s'associa el gripau amb la lletjor, amb bruixes i éssers malignes, mentre que les granotes solen considerar-se actives, simpàtiques i beneficioses.

## Altres noms
Altres noms i variants dialectals no normatives són: sàput (Noguera), calàpot (Mallorca, Menorca, Eivissa, Campmany); galàpat (Rocabruna, Camprodon, Ripoll, Olot, Perafita, Rupit, Viladrau, Pineda, Pobla de Segur, Vendrell, Valls); calàput/galàput (Llofriu, St. Feliu de Guíxols); escalipatxo (la Bisbal d'Empordà); escalàpot (Girona); esgalàpot (Rabós); esgalàpat (Campmany); escalàpat (Blanes); galipatxo (Empordà); grapal (Illa del Tec, Puigcerdà, Martinet, Pobla de Lillet, Bagà, Prats de Lluçanès, Solsona, Organyà, Oliana, Artesa de Segre, Balaguer, Tàrrega); gràpau (Ribesaltes, Cornellà de C.); grapau (Sopeira, Vall d'Àneu); grapaut (Oleta, Arles); gripal (Balaguer, Cervera); galipau (Vic, St. Feliu de Codines); garipau (Vic, Bigues, Sta. Coloma de Queralt); sapo (País Valencià).

## Cultura popular
El tòtil, o gripau llevadora, és un gripau, però la mateixa paraula en la llengua catalana ha passat també a designar una persona poc espavilada i no gaire intel·ligent.
En alguns contes de fades, els prínceps són encantats en forma de gripaus o granotes. La princesa ha de desfer el malefici amb un petó, que fa tornar el príncep a la seva antiga forma, que havia perdut com a càstig per una mala acció passada detectada per una bruixa. El rei granota és un exemple d'aquest tipus d'història.